# Maan Sassen
Emmanuel Marie Joseph Antony (Maan) Sassen ('s-Hertogenbosch, 8 september 1911 - aldaar, 20 december 1995) was een Nederlands staatsman en politicus.

## Biografie

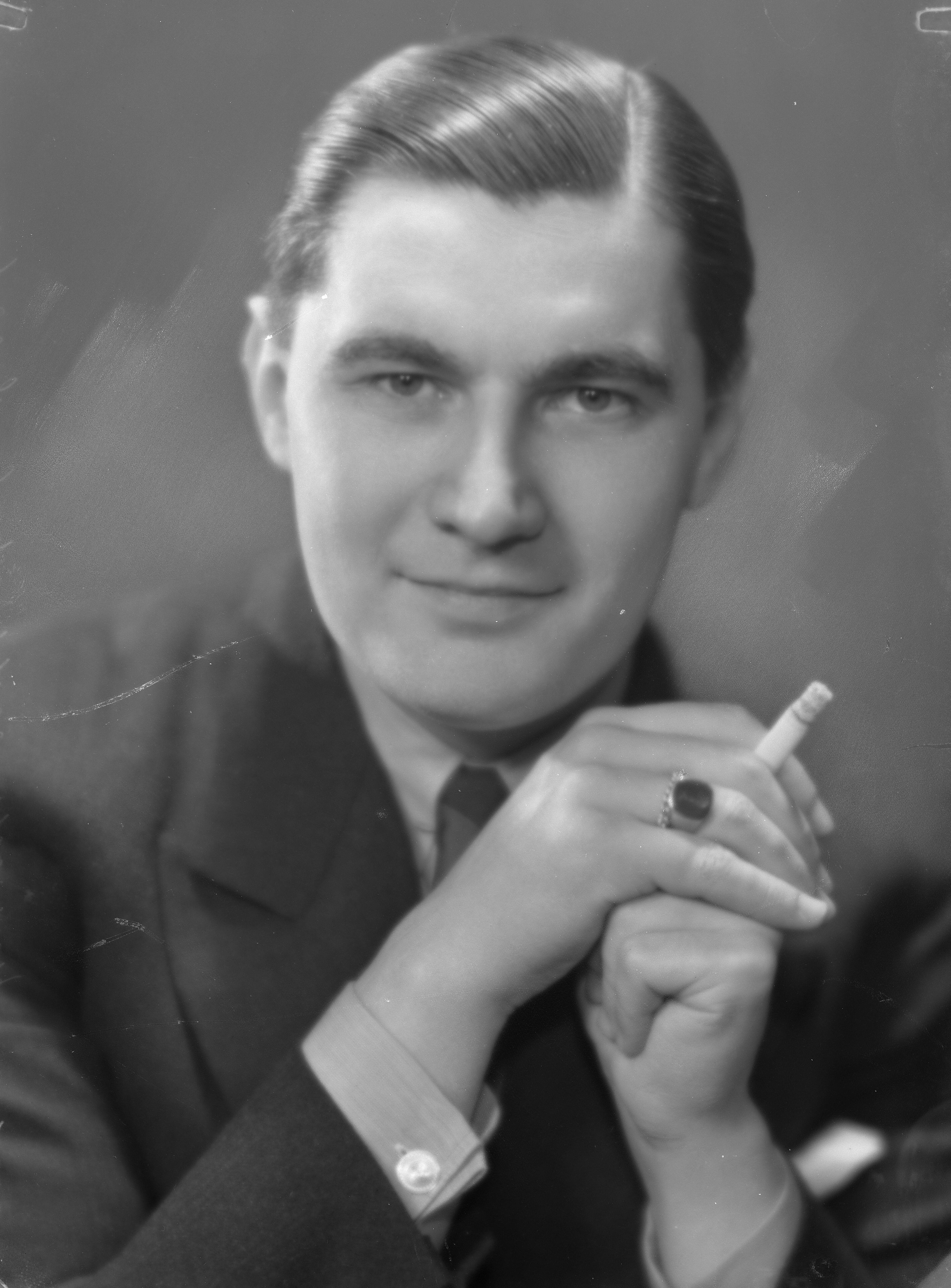
Sassen, gefotografeerd door Jacob Merkelbach

Sassen was een katholiek politicus die vooral een belangrijke rol speelde in de Indonesische kwestie ten tijde van de Nederlands-Indonesische rondetafelconferentie van 1949 voorafgaande aan de soevereiniteitsoverdracht. Hij was advocaat en gedeputeerde. Hij behoorde tot de voorstanders van een personalistisch socialisme.
Tijdens de Tweede Wereldoorlog was hij van 4 mei 1942 tot en met 20 december 1943 geïnterneerd in het gijzelaarskamp te Sint-Michielsgestel,
In 1946 werd hij als juridisch specialist Tweede Kamerlid voor de KVP. In 1948 schoof KVP-leider Romme, met wiens nicht hij was getrouwd, hem naar voren als minister van Overzeese Gebiedsdelen in het kabinet-Drees-Van Schaik. Hij was voorstander van een harde lijn jegens de Republiek Indonesia en kwam in het kabinet daarover in conflict met zijn collega's, waarop hij in 1949 aftrad.
Nadien was hij Eerste Kamerlid, lid van de Euratomcommissie, EG-commissaris en ambassadeur bij de Europese Gemeenschappen.

## Persoonlijk
Sassen was vader van oud-Eerste Kamerlid Pia Lokin-Sassen (periode 2011-2015 en 2017-2019).

## Video
- Bioscoopjournaal uit 1948. Zilveren priesterjublieum van pater Henri de Greeve. Tgv zijn zilveren priesterjubileum komt minister Sassen zijn persoonlijke vriend in Haarlem opzoeken in zijn kamer in huize "St. Johannes de Deo", spreekt hem toe, overhandigt een geschenk en benoemt hem, namens koningin Wilhelmina, tot Officier in de Orde van Oranje-Nassau. De Greeve spreekt een kort dankwoord.
- Bioscoopjournaal uit november 1948. Interview op Schiphol met minister Sassen ter gelegheid van het vertrek van een commissie van drie naar Nederlands-Indië. De commissie gaat proberen te bemiddelen in het conflict tussen Nederland en de Indonesische Republiek van Soekarno. De commissie bestaat uit oud-minister L. Neher en de ministers Sassen (Overzeese Gebiedsdelen) en Stikker (Buitenlandse Zaken).